# Dipartimento per gli italiani nel mondo
Il Dipartimento per gli italiani nel mondo era il dipartimento del governo italiano, incardinato presso la Presidenza del Consiglio dei ministri, che si occupava dei rapporti e degli interessi dei cittadini italiani all'estero.
Precursore fu l'ufficio per gli italiani all'estero e l'immigrazione, istituito nell'agosto 1991 e soppresso l'anno successivo; in quel periodo, fu affidato alla responsabilità del ministro Margherita Boniver.
Nel 1994, col Governo Berlusconi I, fu nominato ministro per gli italiani nel mondo Sergio Berlinguer; fu inoltre istituita un'apposita struttura dipartimentale, incardinata presso la Presidenza del consiglio.
Nel 1996, col Governo Prodi I, le relative funzioni furono conferite a Lamberto Dini, nominato, contestualmente, ministro per gli italiani nel mondo e ministro degli affari esteri. Le prerogative del dipartimento, inquadrato nell'ambito della presidenza del consiglio, furono poi trasferite al ministero degli affari esteri (art. 10, d.lgs. 303/1999).
Nel 2001, durante Governo Berlusconi II, fu nominato ministro per gli italiani nel mondo Mirko Tremaglia; con DPCM 3 dicembre 2002 fu nuovamente istituito il dipartimento per gli italiani nel mondo presso la presidenza del consiglio. In tale periodo, fu approvata la legge Tremaglia con cui fu disciplinato il voto degli italiani residenti all'estero. 
Il dipartimento venne nuovamente soppresso nel 2006 dal Governo Prodi II, che ne trasferì le funzioni al ministero degli affari esteri (dl 181/2006). 